# La Courrouze (métro de Rennes)
Pour le quartier, voir La Courrouze.
La Courrouze est une station de la ligne B du métro de Rennes, située dans le quartier de La Courrouze à Saint-Jacques-de-la-Lande dans le département français d'Ille-et-Vilaine en région Bretagne.
Mise en service en 2022, elle est conçue par les architectes Laurent Gouyou-Beauchamps et Fabien Pédelaborde.
C'est une station, équipée d'ascenseurs, qui est accessible aux personnes à mobilité réduite.

## Situation sur le réseau
Établie en souterrain (tranchée couverte) sous la rue Lucie et Raymond Aubrac, la station La Courrouze est située sur la ligne B, entre le terminus Saint-Jacques - Gaîté et la station Cleunay (en direction de Viasilva).

## Histoire
La station La Courrouze est mise en service le 20 septembre 2022, lors de l'ouverture à l'exploitation de la ligne B. Son nom a pour origine l'écoquartier de la Courrouze, à cheval entre Saint-Jacques-de-la-Lande et Rennes, qu'elle dessert.
L'architecture de la station fait appel au bois au plafond, au béton brut et à la présence d'un patio délimité par un mur en verre avec un habillage en pierre des murs du patio.
La construction de la station a commencé en juin 2014. Le terrassement a lieu durant l'année 2014, suivi du gros œuvre en 2015 et début 2016 ; le second œuvre (escalators, portes palières, plafonds, etc.) débute à l'été 2016 et s'achève début 2021 avec les aménagements extérieurs et la pose de la signalétique,.
Elle est réalisée par les architectes Laurent Gouyou-Beauchamps et Fabien Pédelaborde qui ont dessiné une station, dont les quais sont situés à faible profondeur à 6,9 mètres sous la surface et sur un seul niveau, la station ne dispose pas de salle des billets différenciée des quais,. Elle est située sous un ancien terrain militaire à l'angle nord-est du Quartier Lyautey, juste à côté de Rennes.
Elle est la station la plus lumineuse de la ligne, et possède un jardin zen et une douve.

## Service des voyageurs

### Accès et accueil
La station est accessible via deux édicules de part et d'autre d'une allée piétonne : 
- L'accès ouest, comprenant un escalier couplé avec un escalier mécanique plus un ascenseur au sud du bâtiment ;
- L'accès est, comprenant un escalier couplé avec un ascenseur.

La station est équipée de distributeurs automatiques de titres de transport et de portillons d'accès couplés à la validation d'un titre de transport, afin de limiter la fraude. La décision a été confirmée lors du conseil du 30 avril 2015 de Rennes Métropole.

Les accès et les environs la station
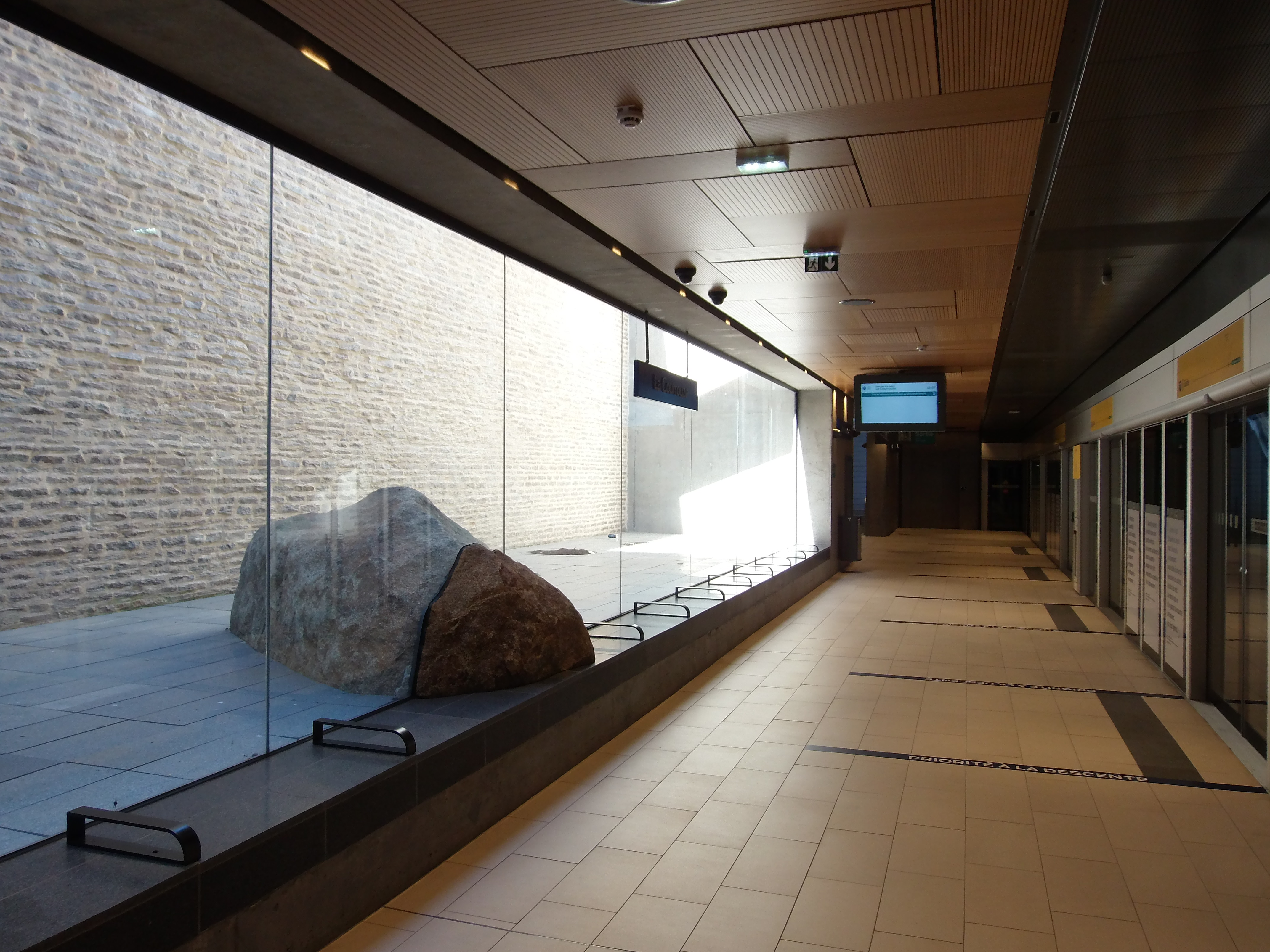
Un des quais de la station.
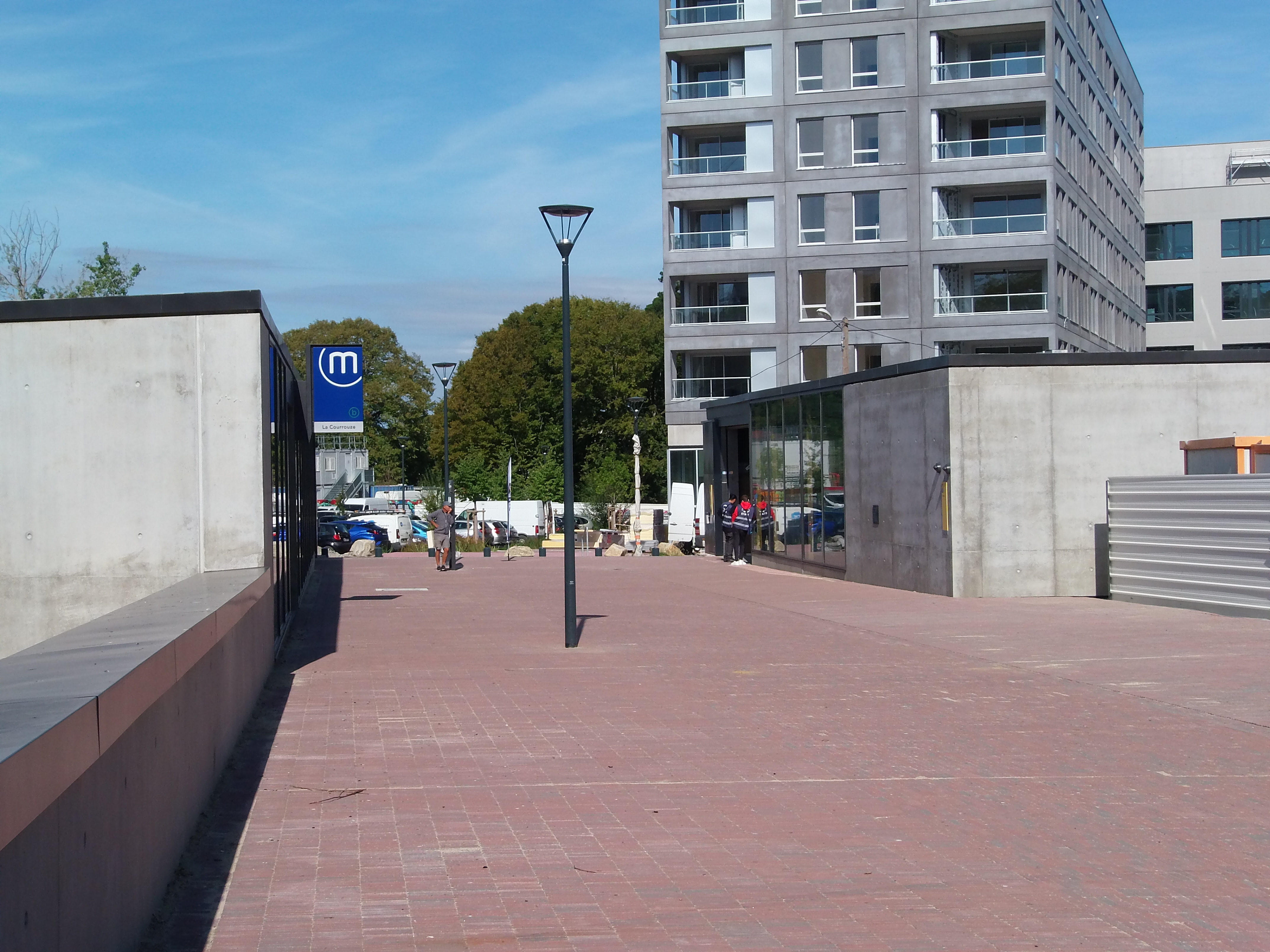
Les abords de la station.
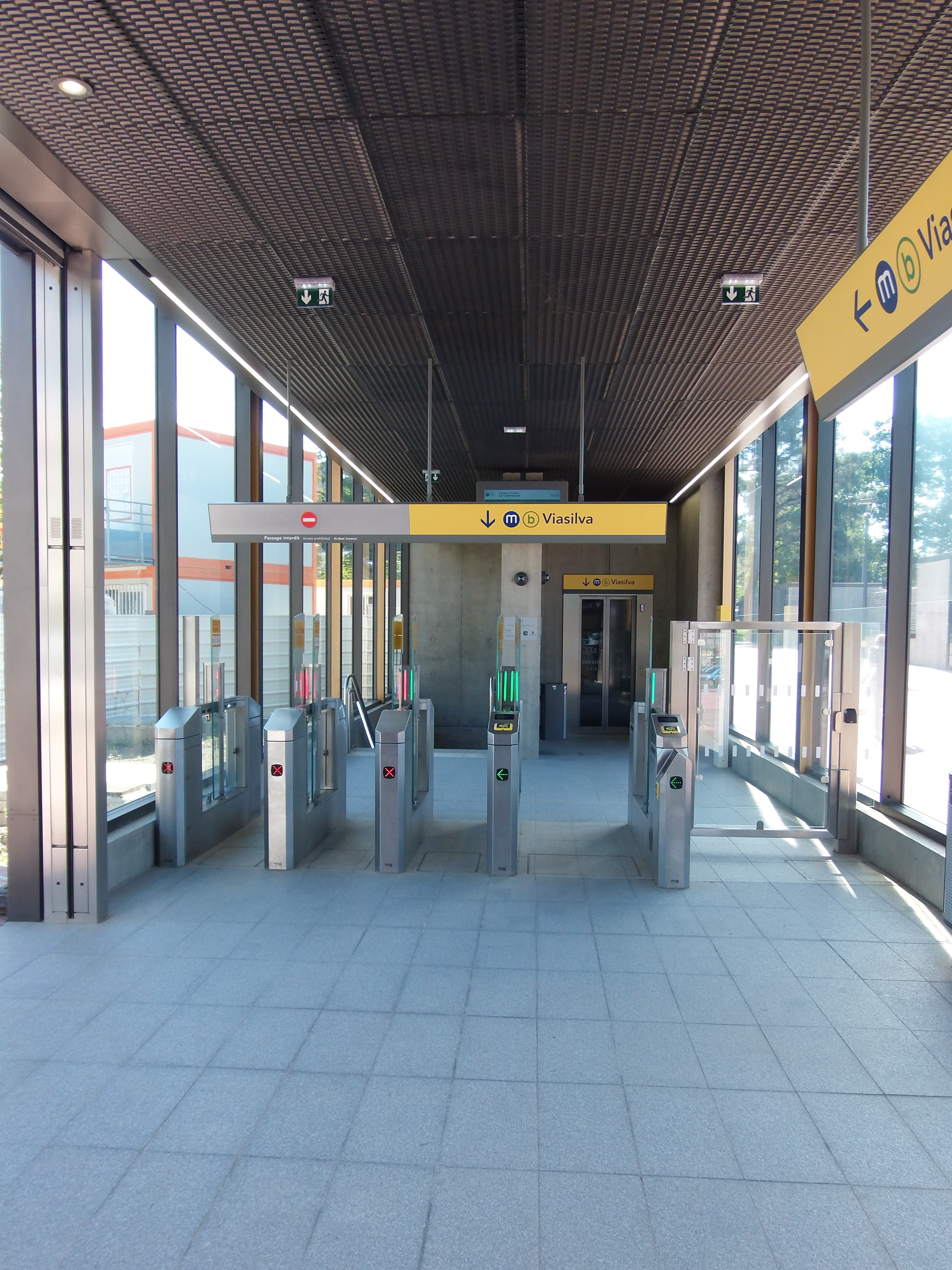
Portillons d'accès.

### Desserte
La Courrouze est desservie par les rames qui circulent quotidiennement sur la ligne B, avec une première desserte à 5 h 11 (7 h 16 les dimanches et fêtes) et la dernière desserte à 0 h 44 (1 h plus tard les nuits des jeudis aux vendredis, vendredis aux samedis et des samedis aux dimanches).

### Intermodalité
Une station Citiz Rennes Métropole est installée à proximité.
Elle est desservie par la ligne de bus C6 à distance à l'arrêt Cœur de Courrouze situé sur le « Parkway », le site propre traversant le quartier et la nuit par la ligne N3 de façon directe. Ce dernier arrêt est aussi desservi en cas d'arrêt prolongé de la ligne par le Bus relais métro.

## À proximité
La station dessert notamment :
- Le quartier de la Courrouze en cours de développement ;
- Le quartier Lyautey de l'armée.